# Aéroport de Rostock
L'aéroport de Rostock–Laage (code IATA : RLG • code OACI : ETNL) est l'aéroport de Rostock, la plus grande ville dans le Land allemand de Mecklembourg-Poméranie-Occidentale, et est nommé d'après Laage, une ville à proximité de Rostock. Il propose des vols vers les principales villes dans toute l'Allemagne ainsi que vers certaines destinations loisirs.

## Situation
| Berlin · Brandebourg EuroAirport Basel-Mulhouse-Freiburg Freiburg · City Brême Cassel Cologne · Bonn Dortmund Dresde Düsseldorf Erfurt Francfort-Hahn Francfort · sur-le-Main Friedrichshafen Hambourg Hanovre Heringsdorf Karlsruhe · Baden-Baden Leipzig Lübeck Memmingen Munich Münster · Osnabrück Nuremberg Paderborn · Lippstadt Rostock Sarrebruck Stuttgart Sylt Weeze Mannheim |

## Compagnies aériennes et destinations
| Compagnies        | Destinations                                                      |
| ----------------- | ----------------------------------------------------------------- |
| Corendon Airlines | En saison : Antalya, Héraklion-N. Kazantzákis                     |
| ITA Airways       | En saison charter : Milan-Linate, Rome Léonard-de-Vinci/Fiumicino |

Édité le 06/07/2018. Actualisé le 06/03/2023.

## Statistiques
Pour des raisons techniques, il est temporairement impossible d'afficher le graphique qui aurait dû être présenté ici.

Voir la requête brute et les sources sur Wikidata.

## Galerie

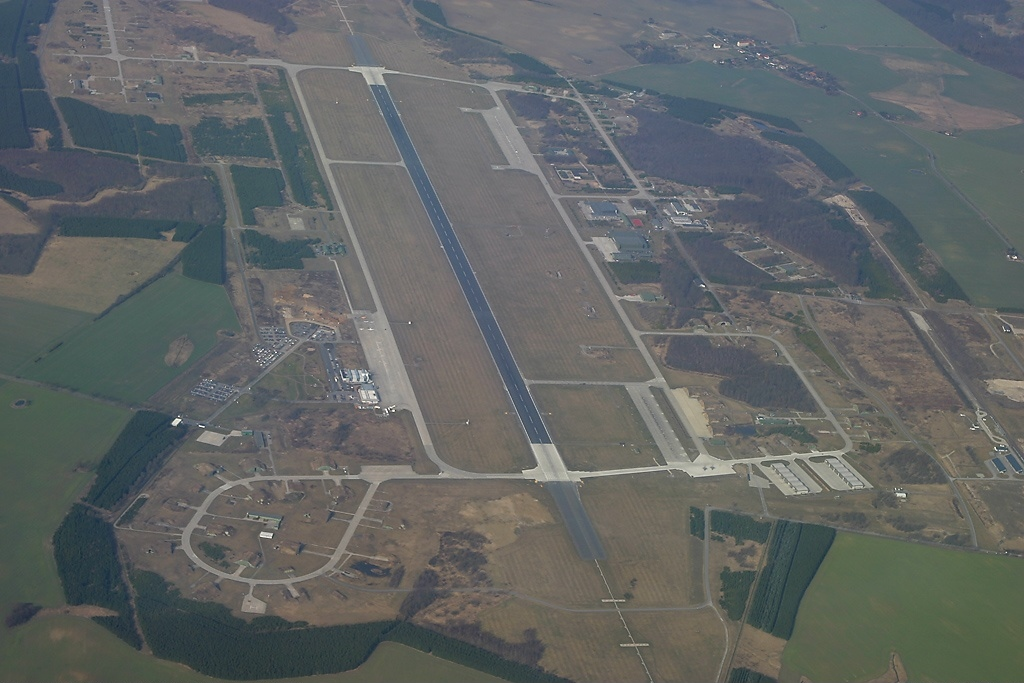
Vue aérienne.
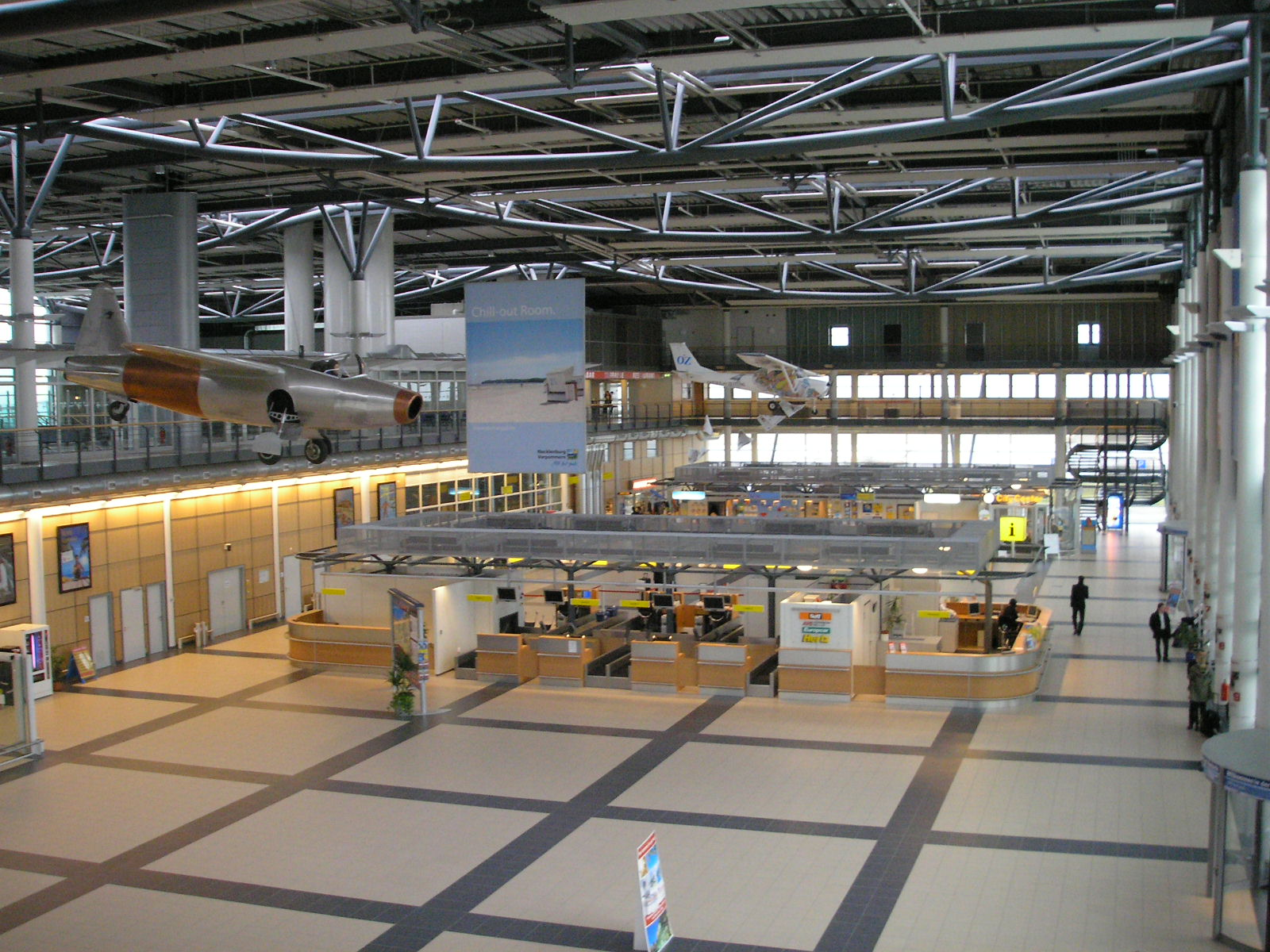
Arrivée dans le hall.